# Henri Fazy

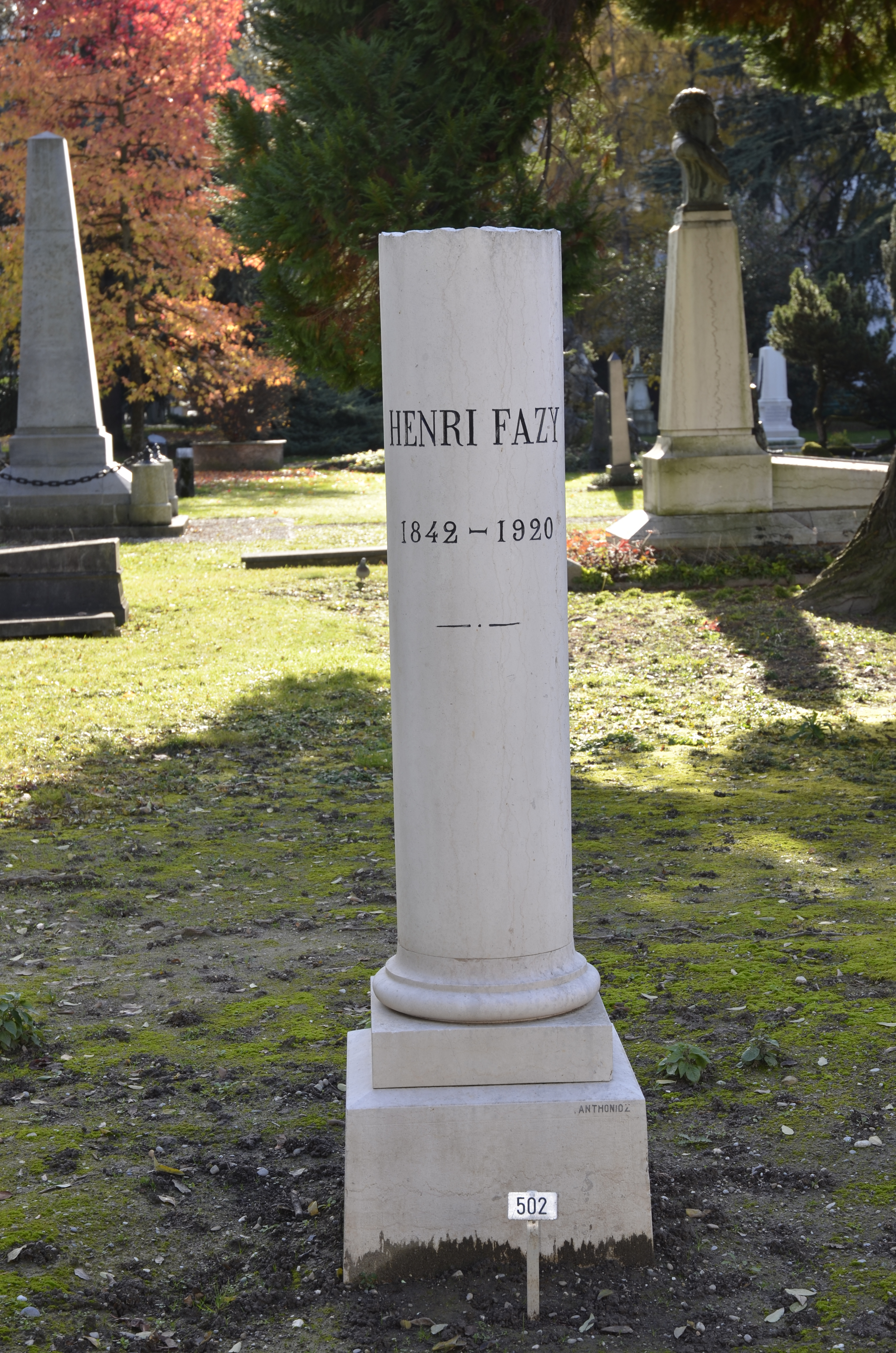
Tumba de Henri Fazy en el Cementerio de los Reyes, Ginebra, Suiza.

Henri Fazy (Berna, 31 de enero de 1842-Ginebra, 22 de diciembre de 1920) fue un político e historiador suizo.

## Biografía
Su familia huyó del Delfinado a Ginebra refugiándose tras el Edicto de Fontainebleau. Era primo lejano de James Fazy, cuya biografía escribió y ahijado del general Guillaume-Henri Dufour. Estudió derecho en la Universidad de Ginebra, donde se doctoró y fue catedrático y archivero.
Fue conservador del Museo Etnográfico de Ginebra.
Con su hermano George y otros, fundó el Partido Radical Democrático Suizo. Fue secretario general del Institut national genevois (1873-1902), diputado del parlamento cantonal en 1868 y consejero financiero en 1870-1875 y 1897-1920.

## Obra
- Constitutions de Genève (1890)
- L'Alliance de 1584 entre Berne, Zurich et Genève (1891)
- Les Suisses et la Neutralité de Savoie (1895)
- La Guerre du Pays de Gex et l'Occupation genevoise, 1589-1601 (1897)
- Histoire de Genève a l'Epoque de l'Escalade, 1589-1601 (1902)
- Genève et Charles Emmanuel (1909)